# Calamagrostis kengii
Calamagrostis kengii är en gräsart som beskrevs av T.F.Wang. Calamagrostis kengii ingår i släktet rör, och familjen gräs. Inga underarter finns listade i Catalogue of Life.